# Frédérique Viard
Frédérique Viard, née en 1969, est une biologiste française spécialiste des espèces marines.

## Biographie
Elle soutient sa thèse en 1996 en biologie de l'évolution, à l'Université Montpellier-II. Entre 1996 et 1997, elle effectue ses recherches postdoctorales à l'University of British Columbia. Entre 1997 et 2000, elle entre au CNRS au laboratoire de génétique & évolution des populations végétales à l'université Lille-I. En 2001, elle reçoit son habilitation à diriger des recherches. Depuis 2001, elle est directrice de recherche au CNRS au laboratoire Adaptation et diversité dans les milieux marins, à la station biologique de Roscoff. Elle s'intéresse notamment aux espèces invasives, à la génétique des populations et à la phylogéographie des espèces marines côtières. Elle est membre du Conseil Scientifique du laboratoire d'excellence BCDiv (diversité biologique et culturelle). 

## Récompenses
- 2017: médaille d'argent du CNRS[4]